# Brindley
Brindley is een civil parish in het bestuurlijke gebied Cheshire East, in het Engelse graafschap Cheshire met 155 inwoners.

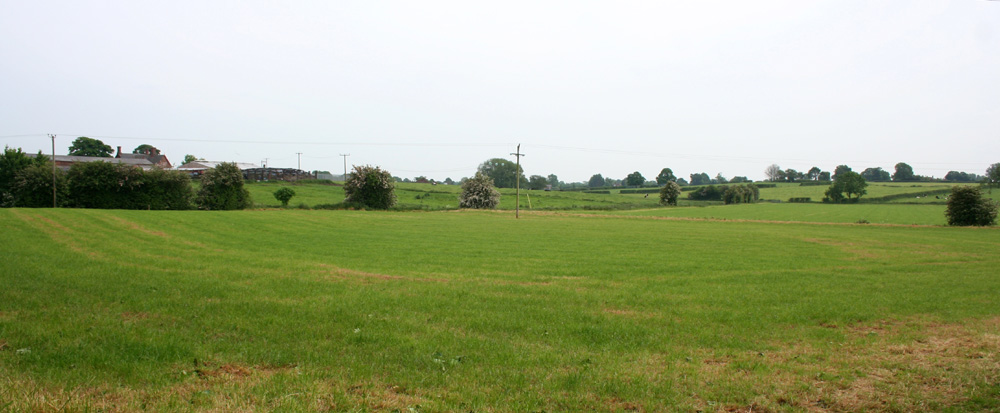
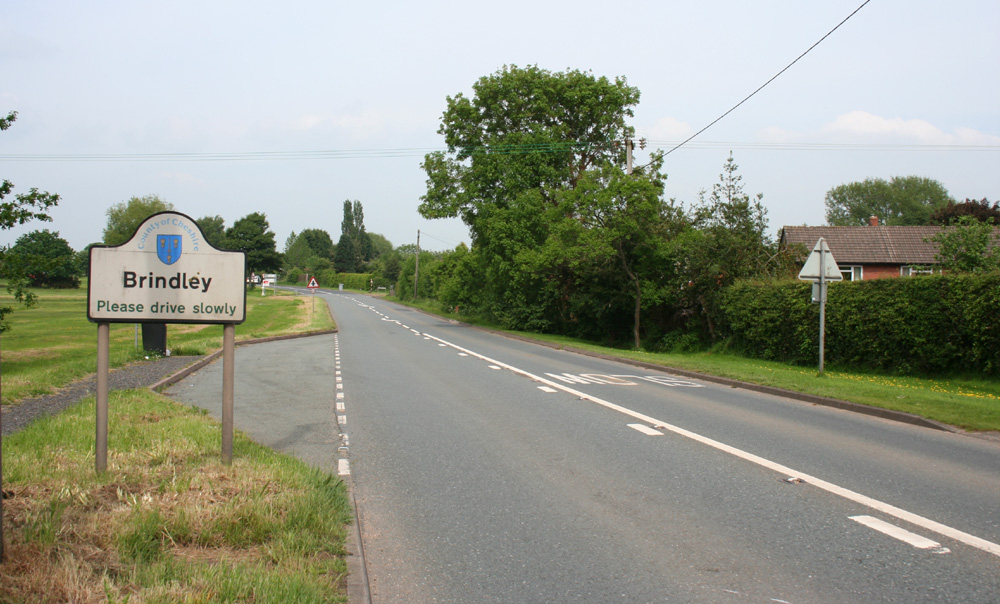
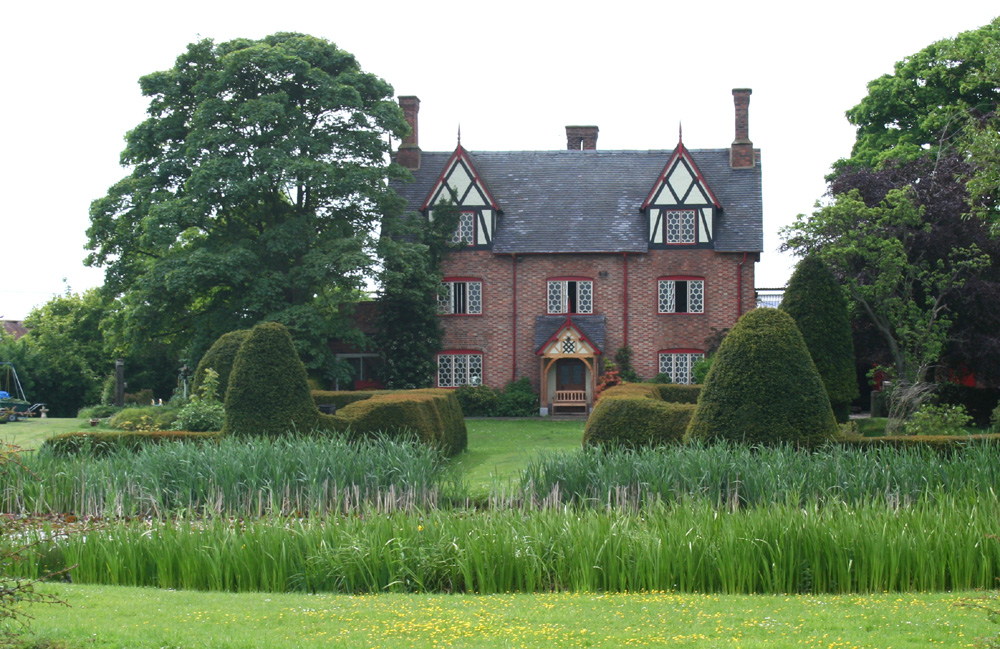
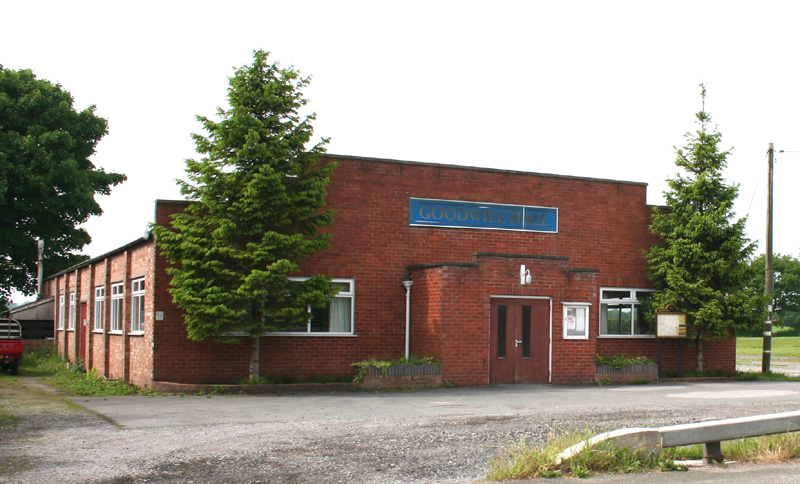